# Arnolf Radzimiński
Arnolf Radzimiński herbu Lubicz – szambelan Stanisława Augusta Poniatowskiego w 1768 roku, stolnik kowelski w 1794 roku, stolnik czernihowski w latach 1784–1788, podczaszy czernihowski w latach 1768-1784, łowczy nowogrodzkosiewierski w latach 1765–1768.